# Epilobium aitchisonii
Epilobium aitchisonii là một loài thực vật có hoa trong họ Anh thảo chiều. Loài này được P.H.Raven mô tả khoa học đầu tiên năm 1962.